# Frederick DeLand Leete
Frederick DeLand Leete (* 1. Oktober 1866 in Avon, New York; † Februar 1958 in Saint Petersburg, Pinellas County, Florida) war ein methodistischer Theologe und Bischof.

## Leben und Wirken
Seine Eltern waren Menzo Smith und Hannah Amelia (DeLand) Leete. Er studierte an der Syracuse University und erlangte dort 1889 den Bachelor- und 1891 den Mastergrad. Ab 1888 gehörte er zur New York Conference der Methodist Episcopal Church und diente in Gemeinden des Bundesstaates New York, bis er 1906 zum Pastor der Central Methodist Church in Detroit, Michigan berufen wurde. Die Generalkonferenz von 1912 wählte Leete zum Bischof. Bis zu seinem Ruhestand versah er jeweils zwei vierjährige Amtszeiten an drei unterschiedlichen Orten: Von 1912 bis 1920 in Atlanta, danach bis 1928 in Indianapolis und schließlich bis 1936 in Omaha. Aufgrund seiner Erfahrungen sowohl in nördlichen als auch in südlichen Bundesstaaten der USA trieb Bischof Leete die Vereinigung der methodistischen Kirchen voran. Ferner war er Teilnehmer der Ökumenischen Methodistischen Konferenzen von 1911, 1921 und 1931 sowie von 1931 bis 1944 Präsident des Ecumenical Council of the Americas and Orient.
Frederick D. Leete war Mitglied der American Historical Association. Als Kirchenhistoriker sammelte er eine bedeutende Menge an Manuskripten und veröffentlichte ein grundlegendes Werk über die Bischöfe der Methodistischen Kirche sowie weitere Bücher über Gesichtspunkte der methodistischen Kirchengeschichte. Seine Methodist Historical Library stiftete er 1956 der Bridwell Library. Im Jahr 1936 verlieh die Southern Methodist University Bischof Leete den Ehrendoktor der Rechtswissenschaft.
Frederick Leete war seit dem 28. Juli 1891 verheiratet mit Jeanette Fuller. Das Ehepaar hatte drei Kinder.

## Veröffentlichungen
- Every-day Evangelism (1909)
- Christian Brotherhoods (1912)
- The Church in the City (1915)
- Palestine: Land of the Light (1917)
- Christianity in Science (1928)
- Palestine: its Scenery, Peoples and History (1933)
- Pictures of Jesus (1935)
- Skyward: A Book of Horizons (1936)
- New Testament Windows (1939)
- The Deland Family in America: a Biographical Genealogy (1943)
- Methodist Bishops (1948).

Ferner erschienen 21 seiner Predigten sowie Ansprachen, Essays und Buchbesprechungen zwischen 1901 und 1947 im Druck.